# Liste des maires de Saint-Germain-en-Laye
Cet article dresse une liste par ordre de mandat des maires de Saint-Germain-en-Laye.

## Liste des maires
| Période          | Période                   | Identité                                        | Étiquette            | Qualité |
| ---------------- | ------------------------- | ----------------------------------------------- | -------------------- | --- |
| 1758             |                           | M. N***                                         |                      | |
| 1783             | 1788                      | M. Antoine                                      |                      | |
| 1788             | 1790                      | Louis Jean-Baptiste Soulaigre                   |                      | |
| 1790             | 1791                      | Georges Caillet                                 |                      | |
| 1791             | 1792                      | Toussaint de Guienne                            |                      | |
| 1792             | 1793                      | Joseph Caillot                                  |                      | |
| 1793             | 1795                      | Charles Hurand                                  |                      | |
| 1795             | 1795                      | Christophe Olympe de Nervo                      |                      | Officier |
| 1795             | 1795                      | Louis de Bruno                                  |                      | Ancien introducteur des ambassadeurs ; Père du général français de la Révolution et de l’Empire Adrien François de Bruno                                              |
| 1795             | 1798                      | Jean-Antoine Proton                             |                      | |
| 1798             | 1800                      | Jean-Philibert Baudin                           |                      | |
| 1800             | 1804                      | Louis-Henri-Charles de Gauville                 |                      | |
| 1804             | 1805                      | Jean-Louis Mary                                 |                      | |
| 1805             | 1809                      | Ambroise Boursinière de Valmont                 |                      | |
| 1809             | 1813                      | Denis Odiot de Lardillière                      |                      | |
| 1813             | 1815                      | Pierre Danès de Montardat                       |                      | Destitué de sa fonction pendant les Cent-jours |
| 1815             | 1815                      | Jean Baptiste Dupuis                            |                      | |
| 1815             | 1815                      | Denis Odiot de Lardillière                      |                      | |
| 1815             | 1826                      | Pierre Danès de Montardat                       |                      | Ancien chouan, épouse en 1804 Marie-Éphémie-Désirée Tascher de la Pagerie, tante de l'Impératrice Joséphine                                                           |
| 1826             | 1830                      | Philippe-François-Didier Usquin,                |                      | Avocat Baron d'Empire Député de Seine-et-Oise (1815 → 1821) Conseiller général de Seine-et-Oise (1800 → 1830)                                                         |
| 1830             | 1835                      | Antoine Louis Joseph Guy                        |                      | |
| 1835             | 1839                      | Jules-Xavier Saguez de Breuvery                 |                      | Géographe et grand voyageur Conseiller général de Saint-Germain-en-Laye (1848 → 1874)                                                                                 |
| 1839             | 1839                      | Louis-Alexandre Ducastel                        |                      | |
| 1839             | 1840                      | Pierre Théophile Petit-Hardel                   |                      | |
| 1840             | 1841                      | Maurice Gaspard Michel                          |                      | |
| 1841             | 1843                      | Georges Jean-Baptiste Louis de Goujon de Thuisy |                      | |
| 1843             | 1845                      | Pierre Théophile Petit-Hardel                   |                      | Tanneur |
| 1845             | 1845                      | Antoine Marius Perrache                         |                      | Pharmacien |
| 1845             | 1855                      | Jean Quentin de Villiers                        |                      | Officier |
| 1855             | 1870                      | Jules-Xavier Saguez de Breuvery                 |                      | Géographe et grand voyageur |
| 1871             | 1878                      | Louis Victor Moisson                            |                      | Notaire |
| 1878             | 1878                      | Albert Désiré Pavart                            |                      | |
| 1878             | 1882                      | Joseph Toussaint Salet                          |                      | |
| 1882             | 1888                      | Gabriel de Mortillet                            | Gauche radicale      | géologue, préhistorien Député de Seine-et-Oise (1885 → 1889) |
| 1888             | 1888                      | Georges Barbotte                                |                      | |
| 1888             | 1890                      | Louis Léon Radou                                |                      | |
| 18 mai 1890      | 1892                      | Paul Frank                                      |                      | |
| 1892             | 1896                      | Émile Gilbert                                   |                      | |
| 1896             | 1904                      | Casimir Léon Désoyer                            |                      | industriel Conseiller général de Saint-Germain-en-Laye (1898 → 1919)                                                                                                  |
| 1904             | 1908                      | Émile Gilbert                                   |                      | |
| 1908             | 1911                      | Edmond Duval                                    |                      | |
| 1911             | 1919                      | Théophile Leprou                                |                      | |
| 1919             | 1929                      | Henry Bertrand                                  | Radical              | Conseiller général de Saint-Germain-en-Laye (1919 → 1940) Président du Conseil général de Seine-et-Oise (1935 → 1940)                                                 |
| 1929             | 1938                      | Ernest Bonin                                    |                      | |
| 1938             | 1944                      | Jean Seignette                                  |                      | |
| 1944             | 1944                      | Alcide Barillot                                 |                      | Président du Comité de Libération |
| 1944             | 1945                      | Jean-Paul Lamarre                               |                      | Chirurgien |
| 1945             | 1947                      | Raymond Vidal                                   |                      | |
| 1947             | 1949                      | Marcel Aubert                                   |                      | |
| 1950             | 1959                      | Jacques Mollard                                 | RS puis UNR          | Conseiller général de Saint-Germain-en-Laye (1951 → 1954) |
| 1950             | 1950                      | Maurice Petit                                   |                      | Président de la délégation spéciale |
| 1950             | 1959                      | Jacques Mollard                                 | RS puis UNR          | |
| 1959             | 1965                      | René Beon                                       | UNR                  | |
| 1965             | 1977                      | Jean Chastang                                   | UDF                  | Conseiller général de Saint-Germain-en-Laye (1964 → 1967) Conseiller général de Saint-Germain-Nord (1976 → 1988)                                                      |
| 1977             | 2 février 1999            | Michel Péricard                                 | RPR                  | Journaliste Député des Yvelines (2e puis 6e circ.) (1978 → 1999) Conseiller général de St-Germain-en-Laye-Sud (1976 → 1989) Décédé en fonction                        |
| 12 février 1999, | 24 mai 2017,              | Emmanuel Lamy                                   | RPR puis UMP puis LR | Énarque, haut fonctionnaire, VP de la CA Saint Germain Boucles de Seine (2016 → 2017) VP de l'Association des maires d'Île-de-France (2014 → 2017) Décédé en fonction |
| 7 juin 2017,     | En cours (au 7 juin 2017) | Arnaud Péricard                                 | LR puis DVD          | Avocat Fils de Michel Péricard |